# ساندرا هاريس
ساندرا هاريس (بالإنجليزية: Cassandra Harris)‏ (و. 1948 – 1991 م) هي ممثلة، من أستراليا، ولدت في سيدني، توفيت في لوس أنجلوس، عن عمر يناهز 43 عاماً بسبب سرطان، وسرطان المبيض.

## التعليم
تعلمت في المعهد الوطني للفنون المسرحية، وجامعة نيو ساوث ويلز.

## وصلات خارجية
- ساندرا هاريس على موقع IMDb (الإنجليزية)
- ساندرا هاريس على موقع ألو سيني (الفرنسية)
- ساندرا هاريس على موقع أول موفي (الإنجليزية)
- ساندرا هاريس على موقع قاعدة بيانات الأفلام السويدية (السويدية)
- ساندرا هاريس على موقع قاعدة بيانات الفيلم (الإنجليزية)
- ساندرا هاريس على موقع كينوبويسك (الروسية)